# Blagodarny
Blagodarny (en russe : Благодарный) est une ville du kraï de Stavropol, dans le sud de la Russie, et le centre administratif du raïon de Blagodarny. Sa population s'élevait à 30 399 habitants en 2020.

## Géographie
Blagodarny est arrosée par la rivière Mokraïa Bouïvola, un affluent de la Kouma, et se trouve à 116 km à l'est de Stavropol et à 1 255 km au sud-sud-est de Moscou.

## Histoire
Blagodarny fut d'abord le village de Blagodarnoïe (Благода́рное) fondé en 1782. Elle a le statut de ville depuis 1971.

## Population
Recensements (*) ou estimations de la population
| 1819  | 1897*  | 1939*  | 1959*  | 1970*  | 1979*  |
| ----- | ------ | ------ | ------ | ------ | ------ |
| 1 064 | 12 212 | 16 100 | 14 900 | 20 168 | 22 706 |

| 1989*  | 2002*  | 2010*  | 2012   | 2013   | 2014   |
| ------ | ------ | ------ | ------ | ------ | ------ |
| 27 828 | 34 500 | 35 725 | 32 435 | 32 148 | 31 959 |

| 2015   | 2016   | 2017   | 2018   | 2019   | 2020   |
| ------ | ------ | ------ | ------ | ------ | ------ |
| 31 720 | 31 558 | 31 293 | 31 100 | 30 530 | 30 399 |